# Guillermo Pacanins Acevedo
Guillermo Pacanins Acevedo (La Guaira, 27 de febrero de 1909—Caracas, 23 de junio de 1992) fue un militar, político y diplomático venezolano, que se desempeñó como Gobernador del Distrito Federal durante el gobierno de Marcos Pérez Jiménez.

## Biografía
Nació en La Guaira, el 27 de febrero de 1909. Hijo de Carlos Pacanins González y Dolores Luisa Ceferina de la Merced Acevedo y Paz del Castillo. Se casó con María Cristina Niño Passios y en 1924 ingresa a la Escuela de Aviación Militar de Maracay, realizó el cursos en Mecánica y de Especialistas de Radiotelegrafía de la Escuela de Radiotelegrafía Militar, egresando como Suboficial en su primera Promoción en 1929. Participó de la primera comunicación aire-tierra, llevada a cabo desde una aeronave militar venezolana y una estación de comunicaciones terrestre en la historia de la Aviación Militar Bolivariana el 12 de mayo de 1930. El 12 de febrero de 1932 egresó de la 3.ª promoción de Academia de Aviación Militar con el grado de Subteniente.
En 1933, Pacanins fue uno de los primeros pilotos militares designados, en comisión de servicio, a la recién creada línea aérea Aeropostal, adscrita al Ministerio de Guerra y Marina, luego de que el Estado Venezolano hubiese adquirido la Compagnie Générale Aéropostale ante las dificultades financieras para cumplir con el contrato firmado en julio de 1929 de establecer un servicio postal entre Venezuela, Europa y Sudamérica, con vuelos que tendrían a Ciudad Bolívar como entrada desde Brasil y a Maracaibo y Maracay como salida hacia América del Norte.
En 1934, acompañó a Gastón Chenú a realizar el primer vuelo a Guayana, llegando hasta Luepa, el vuelo tenía como objetivo la exploración y posterior construcción de la carretera: Ciudad Bolívar, Upata, Guasipati, Tumeremo y Santa Elena de Uairén frontera con Brasil.
En 1935, es enviado a Francia para realizar estudios de capacitación y perfeccionamiento militar, en la Brigada 122 Chartres; curso completo de vuelo instrumental en la “Ecolé de Pilotage Sans Visibilite Exterieure” en Toussus-le-Noble; curso de acrobacias en aeroplanos Morane Saulnier en la Société Anonyme de Construccions Aéronautiques en Puteaux y curso de navegación aérea en el Aero Club de Francia.
Entre 1937 y 1940 bajo la presidencia de Eleazar López Contreras es designado Director de la Escuela de Aviación Militar, en comisión de servicio en la Línea Aeropostal Venezolana (1937-1940) y Consultor Técnico de la Línea Aeropostal Venezolana (1940-1943).
Para 1941, es Jefe del grupo de Aviadores que viaja a Estados Unidos a seguir cursos de perfeccionamiento en Randolph Field, San Antonio. Designado director general de la Aviación entre 1943 y 1945 como consecuencia del golpe del 18 de octubre de 1945, contra Isaías Medina Angarita, es pasado este último año a disponibilidad de acuerdo con el inciso a del artículo 253 de la Ley Orgánica del Ejército y de la Armada, por propia solicitud, posteriormente en 16 de junio de 1950, le fue conferido el retiro, de conformidad con los artículos 260 y 273 de la citada Ley. Desde ese momento desarrolla actividades en el sector de la aviación civil. Fue fundador de la primera escuela de aviación civil privada, llamada Servicios Aéreos C.A.(SACA), en La Carlota y de la Compañía Aérea Viajes Expresos (CAVE). En 1948 a solicitud el presidente Rómulo Gallegos participa en el proceso de reorganización de la Línea Aeropostal Venezolana.
Luego del golpe de noviembre de 1948, la Junta Militar lo nombra Presidente de la Línea Aeropostal Venezolana entre 1948 y 1950, en 1951 ejerce como Presidente del Consejo Municipal del Distrito Federal y por nombramiento de Junta de Gobierno presidida por Germán Suárez Flamerich, se le designa Gobernador del Distrito Federal. Tras la caída del gobierno del General Marcos Pérez Jiménez el 23 de enero de 1958, tres días después, Pacanins se asiló en la Embajada de Brasil, partiendo en el vuelo 208 de Pan Am, rumbo a San Juan de Puerto Rico y luego a Nueva York.

## Vida personal
Es padre de la diseñadora de modas Carolina Herrera.